# نورس مستدق المنقار

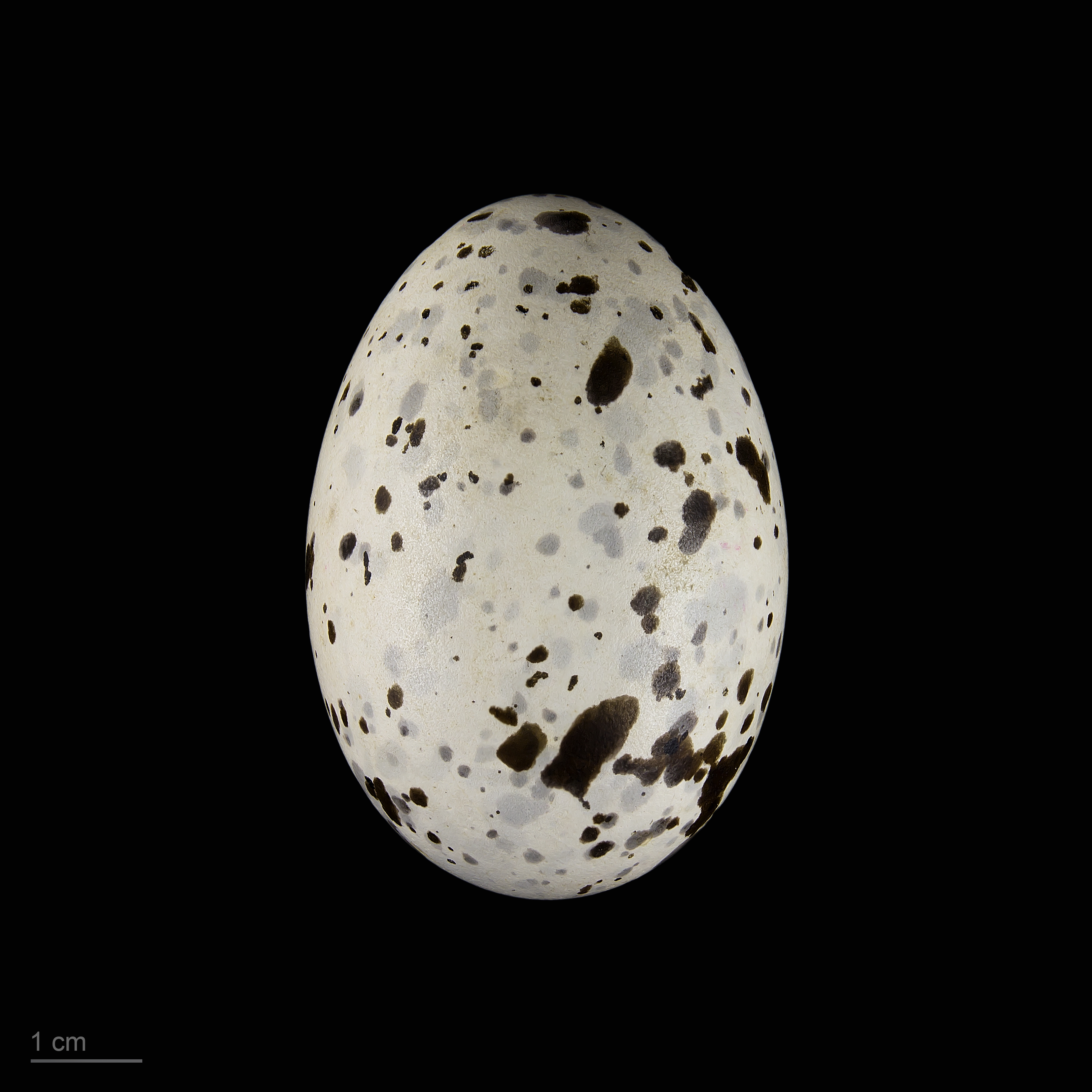
Chroicocephalus genei

نورس قرقطي أو نورس مستدق المنقار أو نورس نحيل المنقار (الاسم العلمي: Larus genei) (بالإنجليزية: Slender-billed Gull)‏ هو نوع من الطيور يتبع جنس النورس من الفصيلة النورسية.